# Лёгкая атлетика на летних Олимпийских играх 1908 — бег на 400 метров
Соревнования по бегу на 400 метров среди мужчин на летних Олимпийских играх 1908 прошли с 21 по 25 июля. Приняли участие 37 спортсменов из 11 стран.
В финале произошёл скандал: финишировавший первым американец Джон Карпентер был дисквалифицирован за то, что толкал британца Уиндхема Холсуэлла. Был назначен повторный забег, на который два других американца не вышли из солидарности, и чемпионом стал Холсуэлл, пробежавший дистанцию в одиночестве.

## Призёры
| Золото                          | Серебро | Бронза |
| Уиндхем Холсуэлл Великобритания | —       | —      |

## Рекорды
| Мировой рекорд     | Максвелл Лонг (USA) | 47,8 с | Нью-Йорк, США  | 29 сентября 1900 |  |
| Олимпийский рекорд | Гарри Хиллман (USA) | 49,2 с | Сент-Луис, США | 29 августа 1904  |  |

## Соревнование

### Предварительные забеги
| Место | Спортсмен           | Результат |
| ----- | ------------------- | --------- |
| 1     | Эдвин Монтегю (GBR) | 50,2 с    |
| 2     | Пол Пилгрим (USA)   | 51,4 с    |

| Место | Спортсмен         | Результат |
| ----- | ----------------- | --------- |
| 1     | Эдвард Райл (GBR) | —         |

| Место | Спортсмен           | Результат  |
| ----- | ------------------- | ---------- |
| 1     | Джон Тейлор (USA)   | 50,8 с     |
| 2     | Роберто Пенна (ITA) | 52,4 с     |
| 3     | Свен Лофтман (SWE)  | Неизвестен |

| Место | Спортсмен              | Результат |
| ----- | ---------------------- | --------- |
| 1     | Джордж Никол (GBR)     | 50,8 с    |
| 2     | Оскар Гуттормсен (NOR) | 52,4 с    |

| Место | Спортсмен           | Результат |
| ----- | ------------------- | --------- |
| 1     | Жорж Мальфе (FRA)   | 50,0 с    |
| 2     | Дональд Баддо (CAN) | 51,2 с    |

| Место | Спортсмен            | Результат  |
| ----- | -------------------- | ---------- |
| 1     | Уильям Роббинс (USA) | 50,4 с     |
| 2     | Йожеф Надь (HUN)     | Неизвестен |
| 3     | Ноэль Чевесс (GBR)   | Неизвестен |
| 4     | Виктор Хенни (NED)   | Неизвестен |

| Место | Спортсмен              | Результат |
| ----- | ---------------------- | --------- |
| 1     | Уильям Праут (USA)     | 50,4 с    |
| 2     | Кристофер Чевесс (GBR) | 50,7 с    |

| Место | Спортсмен           | Результат |
| ----- | ------------------- | --------- |
| 1     | Гораций Рэмий (USA) | 50,4 с    |
| 2     | Артур Эстли (GBR)   | 50,7 с    |

| Место | Спортсмен                | Результат |
| ----- | ------------------------ | --------- |
| 1     | Луи Себер (CAN)          | 50,2 с    |
| 2     | Массимо Картасенья (ITA) | 52,7 с    |
| —     | Виктор Жакемин (BEL)     | DNF       |

| Место | Спортсмен              | Результат  |
| ----- | ---------------------- | ---------- |
| 1     | Джон Этли (USA)        | 50,2 с     |
| 2     | Алан Паттерсон (GBR)   | 50,7 с     |
| 3     | Джузеппе Тарелла (ITA) | Неизвестен |

| Место | Спортсмен                | Результат |
| ----- | ------------------------ | --------- |
| 1     | Чарльз Дэвис (GBR)       | 50,4 с    |
| 2     | Корнелиус ден Хелд (NED) | 51,0 с    |

| Место | Спортсмен         | Результат |
| ----- | ----------------- | --------- |
| 1     | Нед Мерриам (USA) | 52,2 с    |
| 2     | Р. Робб (GBR)     | 52,5 с    |

| Место | Спортсмен               | Результат  |
| ----- | ----------------------- | ---------- |
| 1     | Джон Карпентер (USA)    | 49,8 с     |
| 2     | Отто Трилофф (GER)      | 50,9 с     |
| 3     | Арвид Рингстранд (SWE)  | Неизвестен |
| 4     | Хенк ван дер Валь (NED) | Неизвестен |

| Место | Спортсмен                 | Результат  |
| ----- | ------------------------- | ---------- |
| 1     | Уиндхем Холсуэлл (GBR)    | 49,4 с     |
| 2     | Фредерик де Селдинг (USA) | 50,8 с     |
| 3     | Брам Эверс (NED)          | Неизвестен |

| Место | Спортсмен            | Результат  |
| ----- | -------------------- | ---------- |
| 1     | Г. Янг (GBR)         | 52,4 с     |
| 2     | Якобус Хогвелд (NED) | Неизвестен |

### Полуфинал
| Место | Спортсмен            | Результат  |
| ----- | -------------------- | ---------- |
| 1     | Джон Карпентер (USA) | 49,4 с     |
| 2     | Чарльз Дэвис (GBR)   | 49,8 с     |
| 3     | Нед Мерриам (USA)    | Неизвестен |
| 4     | Г. Янг (GBR)         | Неизвестен |

| Место | Спортсмен              | Результат  |
| ----- | ---------------------- | ---------- |
| 1     | Уиндхем Холсуэлл (GBR) | 48,4 с OR  |
| 2     | Эдвин Монтегю (GBR)    | 49,8 с     |
| 3     | Джордж Никол (GBR)     | Неизвестен |
| 4     | Уильям Праут (USA)     | Неизвестен |

| Место | Спортсмен           | Результат  |
| ----- | ------------------- | ---------- |
| 1     | Джон Тейлор (USA)   | 49,8 с     |
| 2     | Гораций Рэмий (USA) | 50,5 с     |
| 3     | Эдвард Райл (GBR)   | Неизвестен |
| 4     | Жорж Мальфе (FRA)   | Неизвестен |

| Место | Спортсмен            | Результат  |
| ----- | -------------------- | ---------- |
| 1     | Уильям Роббинс (USA) | 49,0 с     |
| 2     | Луи Себер (CAN)      | 49,5 с     |
| 3     | Джон Этли (USA)      | Неизвестен |

### Финал

#### Первый забег
| Место | Спортсмен              | Результат  |
| ----- | ---------------------- | ---------- |
| 1     | Джон Карпентер (USA)   | 47,8 с     |
| 2     | Уиндхем Холсуэлл (GBR) | Неизвестен |
| 3     | Уильям Роббинс (USA)   | Неизвестен |
| 4     | Джон Тейлор (USA)      | Неизвестен |

#### Второй забег

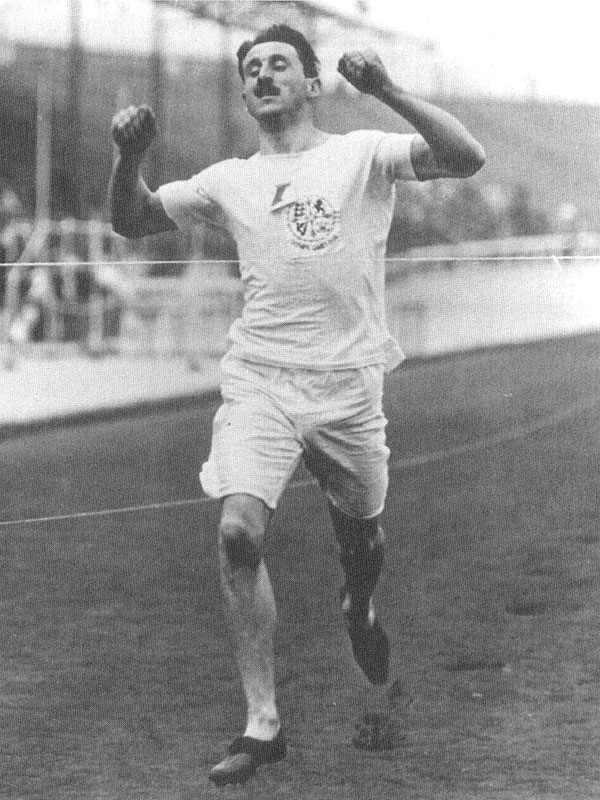
Уиндхем Холсуэлл, финиширующей в повторном забеге

| Место | Спортсмен              | Результат |
| ----- | ---------------------- | --------- |
| 1     | Уиндхем Холсуэлл (GBR) | 50,0 с    |
| —     | Уильям Роббинс (USA)   | DNS       |
| —     | Джон Тейлор (USA)      | DNS       |
| —     | Джон Карпентер (USA)   | DSQ       |